# Mitch Kupchak
Mitchell Kupchak (* 24. Mai 1954 in Hicksville, New York) ist ein ehemaliger US-amerikanischer Basketballspieler und heutiger General Manager der Charlotte Hornets.

## NBA-Karriere
Kupchak nahm als Amateurspieler an den Olympischen Spielen 1976 in Montreal teil und gewann die Goldmedaille. Bei der NBA-Draft 1976 wurde er dann an 13. Stelle von den Washington Bullets ausgewählt. Nach seiner Wahl ins NBA All-Rookie Team 1977 gewann er mit den Bullets 1978 seine erste Meisterschaft als Spieler. 1981 wechselte er zu den Los Angeles Lakers, wo er Teamkollege von Magic Johnson und Kareem Abdul-Jabbar wurde. Er gewann in der Rolle des Edelreservisten 1982 und 1985 zwei weitere Meisterschaften mit den Lakers hinzu.

## Managerkarriere
Nach seinem Rücktritt im Jahre 1986 wurde Kupchak zunächst Assistenzmanager unter Jerry West bei den Lakers. Im Jahre 2000 beerbte er West als General Manager der Lakers. Er gewann als Manager 2001, 2002, 2003, 2009 und 2010 ebenfalls die Meisterschaft. Er zeichnete verantwortlich für die Verpflichtungen von Gary Payton und Karl Malone im Sommer 2003 und Pau Gasol im Jahr 2008. Er wurde am 21. Februar 2017 im Zuge einer Neuausrichtung des Franchise zusammen mit dem Präsidenten der Öffentlichkeitsarbeit seines Amtes enthoben. Am 8. April wurde Kupchak, der wie Jordan an der University of North Carolina unter Dean Smith gespielt hatte und zum All-American gewählt wurde, zum General Manager der Charlotte Hornets ernannt.